# Coupe d'Italie de football Primavera
La Coppa Italia Primavera (français : Coupe d'Italie du printemps), officiellement appelée Primavera TIM Cup pour des raisons de parrainage, est une compétition de football italienne ouverte aux équipes participant au championnat Primavera, regroupant les formations des moins de 19 ans des clubs de Serie A et Serie B. La première édition a lieu lors de la saison 1972-1973.

## Règlement
Les joueurs participants doivent être âgés de 15 à 19 ans. Lors de chaque rencontre, trois joueurs âgés de 19 à 20 ans peuvent jouer.

## Format
Selon le règlement :
- 42 équipes participent à la compétition qui se déroule entièrement à élimination directe.
- Tous les tours sont disputés en match unique à l'exception des demi-finales et de la finale, joués en match aller-retour. En cas d'égalité à la fin du temps réglementaire, les rencontres sont départagées par une prolongation et, le cas échéant, une séance de tirs au but. Pour les matchs aller-retour, la règle des buts marqués à l'extérieur s'applique à la fin du temps réglementaire et après la prolongation.
- Les 8 équipes ayant participé à la phase finale du dernier championnat Primavera sont "têtes de séries" et entrent en compétition aux huitième de finale.
- Les quatre clubs promus en Serie B s’affrontent d'abord dans un tour préliminaire, puis les 30 équipes suivantes rentrent en compétition pour deux nouveaux tours dont il ne restera que 8 équipes. Celles-ci sont opposées chacune à une tête de série pour ce qui est le début de la phase finale.
- Les différents tours :
  - 1er tour : de 4 à 2 équipes (nouveaux promus de Serie B)
  - 2e tour : de 2+30 à 16 équipes (toutes les équipes sauf les 8 têtes de séries et les 2 éliminés)
  - 3e tour : de 16 à 8 équipes (les vainqueurs du 2e tour)
  - 8e de finale : de 8+8 à 8 équipes (les vainqueurs du 3e tour sont opposés aux 8 têtes de séries)
  - Quarts de finale : de 8 à 4 équipes
  - Demi-finales (aller-retour) : de 4 à 2 équipes
  - Finale (aller-retour) : de 2 à 1 équipe

Le vainqueur se qualifie pour la Supercoppa Primavera face au vainqueur du championnat Primavera.

## Palmarès

### Par saison
Liste des vainqueurs par saison :
- 1972-1973 : Inter Milan
- 1973-1974 : AS Rome
- 1974-1975 : AS Rome
- 1975-1976 : Inter Milan
- 1976-1977 : Inter Milan
- 1977-1978 : Inter Milan
- 1978-1979 : SS Lazio
- 1979-1980 : ACF Fiorentina
- 1980-1981 : FC Bari
- 1981-1982 : AUS vellino
- 1982-1983 : Torino FC
- 1983-1984 : Torino FC
- 1984-1985 : AC Milan
- 1985-1986 : Torino FC
- 1986-1987 : US Cremonese
- 1987-1988 : Torino FC
- 1988-1989 : Torino FC
- 1989-1990 : Torino FC
- 1990-1991 : US Avellino
- 1991-1992 : Empoli FC
- 1992-1993 : Udinese Calcio
- 1993-1994 : AS Rome
- 1994-1995 : Juventus FC
- 1995-1996 : ACF Fiorentina
- 1996-1997 : SSC Naples
- 1997-1998 : FC Bari
- 1998-1999 : Torino FC
- 1999-2000 : Atalanta Bergame
- 2000-2001 : Atalanta Bergame
- 2001-2002 : US Lecce
- 2002-2003 : Atalanta Bergame
- 2003-2004 : Juventus FC
- 2004-2005 : US Lecce
- 2005-2006 : Inter Milan
- 2006-2007 : Juventus FC
- 2007-2008 : UC Sampdoria
- 2008-2009 : Genoa CFC
- 2009-2010 : AC Milan
- 2010-2011 : ACF Fiorentina
- 2011-2012 : AS Rome
- 2012-2013 : Juventus FC
- 2013-2014 : SS Lazio
- 2014-2015 : SS Lazio
- 2015-2016 : Inter Milan
- 2016-2017 : AS Rome
- 2017-2018 : Torino FC
- 2018-2019 : ACF Fiorentina
- 2019-2020 : ACF Fiorentina
- 2020-2021 : ACF Fiorentina
- 2021-2022 : ACF Fiorentina
- 2022-2023 : AS Rome
- 2022-2024 : ACF Fiorentina
- 2024-2025 : Cagliari Calcio

### Par club
Nombre de titre(s) par club :
| Club             | Titre(s) | Édition(s) remportée(s)                        |
| ---------------- | -------- | ---------------------------------------------- |
| Torino FC        | 8        | 1983, 1984, 1986, 1988, 1989, 1990, 1999, 2018 |
| ACF Fiorentina   | 8        | 1980, 1996, 2011, 2019, 2020, 2021, 2022, 2024 |
| Inter Milan      | 6        | 1973, 1976, 1977, 1978, 2006, 2016             |
| AS Rome          | 6        | 1974, 1975, 1994, 2012, 2017, 2023             |
| Juventus FC      | 4        | 1995, 2004, 2007, 2013                         |
| Atalanta Bergame | 3        | 2000, 2001, 2003                               |
| SS Lazio         | 3        | 1979, 2014, 2015                               |
| US Avellino      | 2        | 1982, 1991                                     |
| FC Bari          | 2        | 1981, 1998                                     |
| US Lecce         | 2        | 2002, 2005                                     |
| AC Milan         | 2        | 1985, 2010                                     |
| US Cremonese     | 1        | 1987                                           |
| Empoli FC        | 1        | 1992                                           |
| Udinese Calcio   | 1        | 1993                                           |
| SSC Naples       | 1        | 1997                                           |
| UC Sampdoria     | 1        | 2008                                           |
| Genoa CFC        | 1        | 2009                                           |
| Cagliari Calcio  | 1        | 2025                                           |